# Pseudoplanulinella
Pseudoplanulinella es un género de foraminífero bentónico de la subfamilia Almaeninae, de la familia Almaenidae, de la superfamilia Nonionoidea, del suborden Rotaliina y del orden Rotaliida. Su especie tipo es Pseudoplanulinella hieroglyphica. Su rango cronoestratigráfico abarca desde el Oligoceno hasta el Mioceno.

## Clasificación
Pseudoplanulinella incluye a la siguiente especie:
- Pseudoplanulinella hieroglyphica